# Phyllocnistis extrematrix
Phyllocnistis extrematrix ist eine Miniermotte aus der Unterfamilie der Saftschlürfermotten (Phyllocnistinae). Die Erstbeschreibung im Jahr 1955 in Kasachstan geht auf die sowjetische Entomologin Elena F. Martynova zurück.

## Merkmale
Die sehr kleinen überwiegend weiß gefärbten Schmetterlinge besitzen eine Flügelspannweite von etwa 6 mm. Nahe der Spitze der Vorderflügel befindet sich ein markanter schwarzer punktförmiger Fleck, von welchem zwei dunkle Striemen zum Außenrand der Flügel führen. Am Vorderrand (Costa) der Vorderflügel befinden sich vier oder fünf dunkle Striemen, am Innenrand (Dorsum) drei. Die zweite Strieme vom Vorderrand und die erste Strieme vom Innenrand bilden gewöhnlich ein Band. Die Fläche zwischen der ersten und zweiten dorsalen Strieme ist leicht verdunkelt. Am Hinterrand der Vorderflügel befindet sich auf etwa ein Drittel Länge ein deutlicher dunkler Fleck. Die Hinterflügel weisen eine dunkle zentrale Längslinie auf.

## Ähnliche Arten

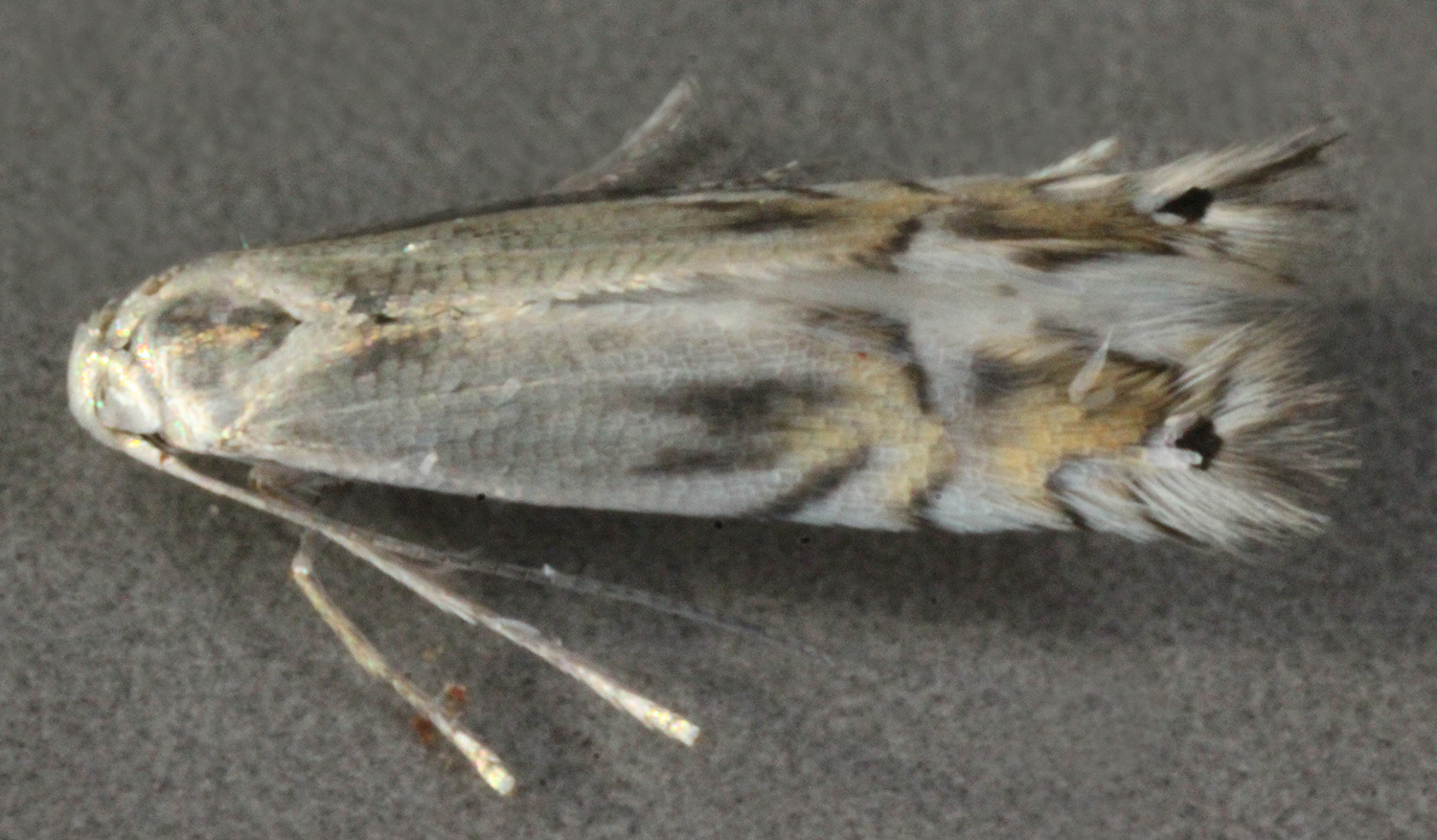
Phyllocnistis unipunctella, eine sehr ähnliche Art

Es gibt mehrere sehr ähnliche Schmetterlinge, die sich nach äußerlichen Merkmalen nicht sicher trennen lassen. Zu diesen zählen Phyllocnistis unipunctella, Phyllocnistis saligna und Phyllocnistis xenia.

## Verbreitung
Die Art kommt aus Zentralasien und hat sich allmählich nach Westen ausgebreitet. In Österreich wurde die Art 2006 nachgewiesen, aus Deutschland wurde ein offizieller Erstfund im Jahr 2017 gemeldet. In den Niederlanden ist die Art seit 2018 nachgewiesen. Weitere europäische Staaten mit Funden sind Spanien, Frankreich, Rumänien, Slowakei und Tschechien.

## Lebensweise
Zu den Wirtspflanzen von Phyllocnistis extrematrix gehören verschiedene Pappel-Arten, darunter die Balsam-Pappel (Populus balsamifera), die Bastard-Schwarz-Pappel (Populus × canadensis), die Schwarz-Pappel (Populus nigra) und die Westliche Balsam-Pappel (Populus trichocarpa). Die Raupen minieren im Stamm der Jungpflanzen. Später fressen sie einen Miniergang unterhalb der Epidermis eines Blattstiels (Petiolus) und erreichen schließlich das Blatt. Dort führt der Miniergang gewöhnlich entlang einer der beiden Blattränder und endet nach einem kurzen Stück Weges. An dieser Stelle spinnt die Raupe ein seidiges Kokon, welches den Blattrand umbiegt und wo sie sich anschließend verpuppt. Die Art bildet vermutlich mehrere Generationen im Jahr und überwintert als Imago. Die Minen von Phyllocnistis extrematrix kommen hauptsächlich in ganz jungen Blättern nahe der Triebspitze der Jungpflanzen vor. Die Minen unterscheiden sich von denen der ebenfalls an Schwarz-Pappeln lebenden Art Phyllocnistis unipunctella. Deren lange Miniergänge verlaufen ausschließlich im Blatt, dort entlang den Rippen und dem Blattrand, enden dann aber in einem ähnlichen umgeschlagenen Blattrand.
In Südwestdeutschland wurden in der Schwetzinger Hardt an den Blättern einer Gruppe junger Schwarz-Pappeln die Minen von Phyllocnistis extrematrix und Phyllocnistis unipunctella gefunden, letztere in deutlich größerer Anzahl. Das gemeinsame syntope Auftreten an denselben Wirtspflanzen wurde schon von Schulz & Fähnrich festgestellt.

## Natürliche Feinde
In den umgebogenen Blatträndern, die Phyllocnistis extrematrix zugeordnet werden können, findet man häufig anstatt einer Schmetterlingspuppe die Puppe eines parasitisch lebenden Hautflüglers, beispielsweise Sympiesis sericeicornis aus der Familie Eulophidae.

## Entwicklungsstadien und Blattminen

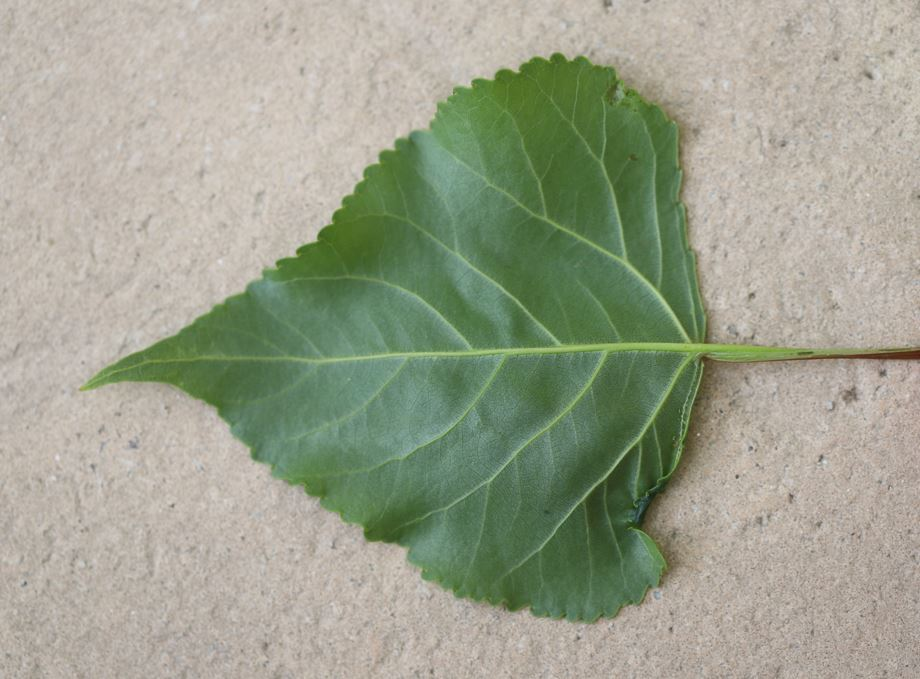
Schwarz-Pappelblatt mit Minengang und Blattfalte
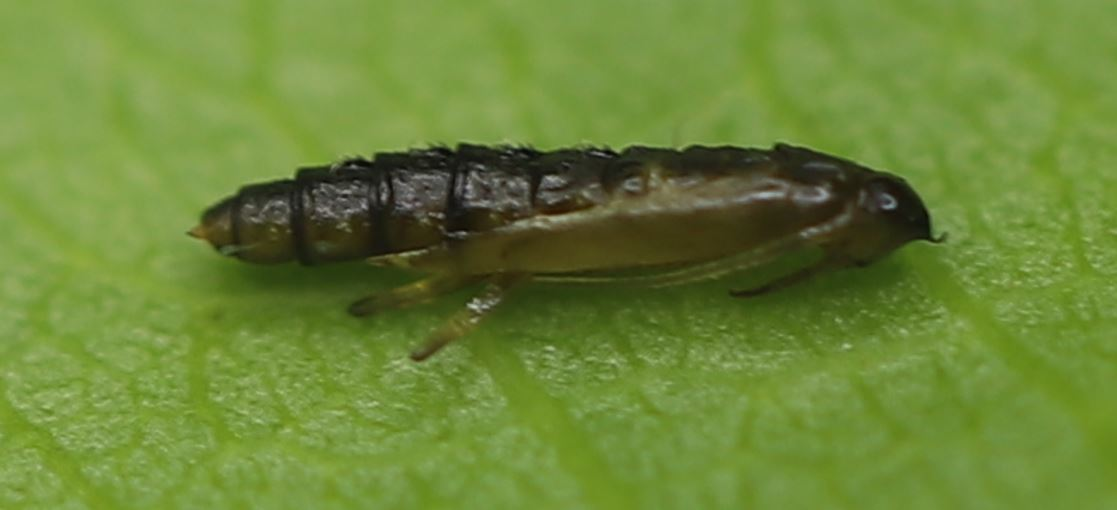
Puppe